# مدار بسته (فیلم)
مدار بسته (لهستانی: Układ zamknięty) یک فیلم اکشن لهستانی به کارگردانی ریشارد بوگایسکی است که در سال ۲۰۱۳ منتشر شد.

## گزیدهٔ بازیگران
- یانوش گایوس
- کاژیمیش کاچور
- پشمیسواف سادوفسکی
- ماگدالنا کومورک
- مونیکا کفیاتکوفسکا
- بئاتا شچیباکوفنا
- ماریا مامونا
- اوروشولا گرابوفسکا
- سزاری مورافسکی
- ماگدالنا امیلیانوویچ
- بئاتا بوچک-ژارنتسکا